# Josef Hille
Josef Hille (2. března 1849, Velký Šenov – 30. června 1909, Vídeň) byl katolický kněz a básník šenovského dialektu v severních Čechách.

## Život
Narodil se ve Velkém Šenově jako syn Augustina Hilleho a Magdaleny, rozené Jäckelové. Jeho otec zemřel, když bylo Josefovi šest let. O jeho vzdělání a vysvěcení na kněze nejsou dostupné informace, avšak duchovním vzorem mu byl jeho strýc, kanovník Alois Hille, a prastrýc, litoměřický biskup Augustin Bartoloměj Hille.
Kněžskou službu zahájil jako kaplan v Brtníkách a působil také v Kunraticích a Knížecím. Od roku 1882 působil jako farář v Nakléřově a Petrovicích, kde vedl farní kroniku až do roku 1896. Naposledy působil v Hrušovanech u Chomutova až do roku 1906. Zemřel ve Vídni ve věku 60 let.

## Dílo
Jako básník se Josef Hille zaměřoval na tvorbu v šenovském nářečí, čímž zachovával místní jazykové tradice. Jeho díla se objevila ve sborníku Spitzbergen-Album (1883) od F. Hantschela a A. Paudlera, kde byly otištěny dvě jeho básně. Další básně a povídky byly zahrnuty do sbírky Unse liebe Hejmt (1893), kterou sestavil Franz Tieze. Tato díla mají význam jako doklad kulturní identity regionu a ukázky regionálního nářečí v literatuře. Informace o jeho básnické tvorbě byly objeveny v muzeu Heimatstube ve Weißenhornu (Bavorsko) a farních kronikách z Petrovic.